# Canadá nos Jogos Olímpicos de Inverno de 1932
O Canadá mandou 42 competidores que disputaram seis modalidades nos Jogos Olímpicos de Inverno de 1932, em Lake Placid, nos Estados Unidos. A delegação conquistou 7 medalhas no total, uma de ouro, uma de prata e cinco de bronze.